# When the War Is Over
"When the War Is Over"는 호주 밴드 Cold Chisel의 1982년 앨범 Circus Animals 의 파워 발라드이다. 이 노래는 드러머 Steve Prestwich 가 작곡했으며 앨범의 세 번째 싱글로 발매되어 전국 싱글 차트에서 25위를 기록했다. 다운로드 판매로 인해 2011년 8월에 다시 등장하였고, ARIA 차트에서 82위로 정점을 찍었다.
"When the War Is Over"는 2018년 1월 Triple M의 "Ozzest 100"에서 '가장 호주적인' 노래 부문 중 61위에 올랐다.

## 배경
"Circus Animals "의 많은 노래와 마찬가지로 "When the War is Over"는 코러스는 노래의 처음과 끝에서 반복되며 중간에 구절이 있는 이상한 구조를 가지고 있다. 또한 두 번째와 세 번째 사이의 일반적인 편곡 대신, 첫 번째와 두 번째 구절 사이에 기악 브레이크와 기타 솔로를 특징으로 하여 전통적인 작곡과는 차별점을 보인다. 기타리스트 Ian Moss는 처음 두 구절에서 리드 보컬을 부르며, 밴드의 정규 리드 보컬 Jimmy Barnes는 조용하고 선율적인 후렴구로 돌아오기 전에 크레센도까지 올라가는 세 번째 구절을 부른다.  이러한 특이한 편곡에도 불구하고 "When the War is Over"는 Cold Chisel의 가장 인기 있는 곡 중 하나이자 다른 어떤 아티스트보다 더 많은 아티스트가 커버한 곡이 되었다. 5개 이상의 다른 버전의 노래가 녹음되었으며, 그 중 하나는 호주 음악 차트에서 1위를 차지했다.
저자 Prestwich는 "멜로디와 가사의 첫 번째 구절을 꽤 자발적으로 얻었고, 그것이 구절 기타 멜로디와 결합되어 모든 것을 하나로 묶었다. 하지만 녹음되기 직전에 스튜디오에서 가운데 8번을 써야 했다."고 말했다.
Moss는 이 곡에 대해 "스티브의 작곡을 보여주는 아주 좋은 예이다. 모든 좋은 일들이 그렇듯, 당신이 그것을 들었을 때 모든 것은 꽤 직설적이고 쉬워 보인다. 매우 간단하지만 효과적."이라 말했다. Don Walker는 "그 당시 나는 그것에서 가능성을 보지 못했다. 나는 '또 다른 발라드'라고 생각했다. 그 이후로 저희가 라이브로 들려드릴 때의 반응을 보면 저희가 가장 사랑했던 곡 중 하나인 것 같다."라 말했다.
| 차트 (1982)               | 정점 |
| ------------------------- | ---- |
| 호주 ( 켄트 뮤직 리포트 ) | 25   |

## 리틀 리버 밴드 버전
호주 밴드 Little River Band 는 Prestwich가 드럼을 맡고, John Farnham는 보컬을 담당하는 새로운 버전을 녹음했다. 이 버전은 호주 미니 시리즈 Sword of Honor 의 주제가로 사용되었다. 1986년 12월 그룹의 9집 정규 앨범 No Reins 의 세 번째이자 마지막 싱글로 발매되었다.

### 트랙 목록
Australian 7" (Capitol Records - CP 1895)
A. "When the War Is Over"
B. "How Many Nights?"

## Cosima De Vito 버전
전 호주 아이돌 참가자 Cosima De Vito는 2004년 8월 9일 " One Night Without You " 트랙과 함께 더블 A면 버전의 노래를 발표했다. 그녀는 프로그램의 Australian Made 에피소드에서 노래를 연주했다.
De Vito의 버전은 원본의 강한 기타와 드럼과는 대조적으로 어쿠스틱 기타와 현악기 중심의 테마이다. 주류 라디오 방송국에서 매우 제한된 방송을 받았으나 ARIA 싱글 차트 1위로 데뷔한 최초의 독립 녹음 및 발매 싱글이 되었으며 2004년 호주에서 가장 많이 팔린 독립 싱글이 되었다. 이 릴리스는 한 달 넘게 상위 5위 안에 머물렀고 70,000개 이상의 출하량에 대해 플래티넘 인증을 받았다.

### 트랙 목록
호주 CD 싱글
1. "When the War Is Over" – 3:47
2. "One Night Without You" – 4:21
3. "When the War Is Over" (어쿠스틱 버전) – 3:45
4. "One Night Without You"(확장 믹스) – 4:52

### 차트
| Chart (2004)          | Peak position |
| --------------------- | ------------- |
| 오스트레일리아 (ARIA) | 1             |

| Chart (2004)     | Position |
| ---------------- | -------- |
| Australia (ARIA) | 37       |

## 다른 버전
Farnham은 1988년 앨범 Age of Reason 의 재출시 보너스로 이 트랙을 두 번째로 녹음했다.
영국의 하드 록 밴드 Uriah Heep은 그들의 17번째 스튜디오 앨범인 Raging Silence 의 버전을 녹음했다.
Something for Kate 는 2007년 공물 앨범 Standing on the Outside: The Songs of Cold Chisel에서 "전쟁이 끝났을 때"를 다루었다.
John Schumann과 Vagabond Crew 는 2008년 앨범 Behind the Lines 에서 노래를 커버했다.